# Diospyros variegata
Diospyros variegata är en tvåhjärtbladig växtart som beskrevs av Wilhelm Sulpiz Kurz. Diospyros variegata ingår i släktet Diospyros och familjen Ebenaceae. Inga underarter finns listade i Catalogue of Life.